# Río Changuinola
El río Changuinola es un río de la vertiente caribeña de Panamá, ubicado en el oeste de la provincia de Bocas del Toro, tiene una longitud de 110 km y una cuenca total de 3.202 km².
Durante la dominación española dicha zona pertenecía a la provincia de Costa Rica. En 1563, durante la expedición de Juan Vázquez de Coronado, los españoles encontraron en él una serie de lavaderos de oro de los indígenas de la región, por lo que la comarca cobró gran fama de riqueza, aunque nunca llegó a establecerse en su cuenca ninguna explotación minera.
El río fue denominado por los conquistadores con el nombre de río de la Estrella, que conservó hasta principios del siglo XIX, alternado con otros nombres. Finalmente prevaleció el nombre actual, derivado de la lengua indígena teribe, que habita dicha zona. Durante los inicios del siglo XIX, la zona fue ocupada por la Nueva Granada y finalmente por Panamá.
Tuvo cierto desarrollo en el siglo XX con motivo de la producción bananera y es el río más importante del distrito de Changuinola.